# St. Michael evangelisch (Poppenricht)

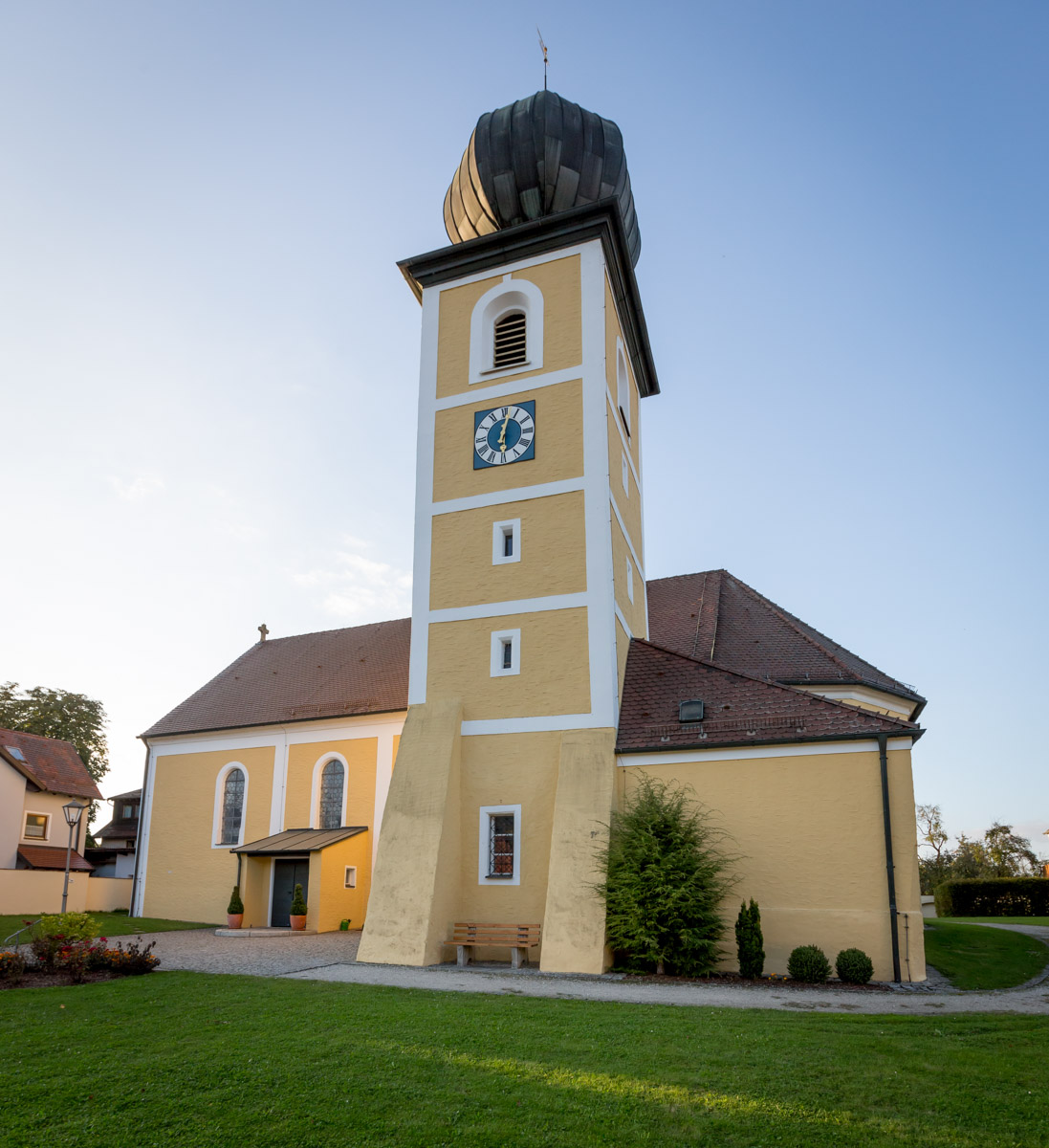
St. Michael (2014)

Die evangelisch-lutherische, denkmalgeschützte St. Michael in Poppenricht, einer Gemeinde im Landkreis Amberg-Sulzbach der Oberpfalz, war von 1654 bis 1961 Simultankirche. Die Kirchengemeinde gehört zur Evangelisch-Lutherischen Kirche in Bayern. Das Bauwerk ist unter der Denkmalnummer D-3-71-144-2 als Baudenkmal in die Bayerische Denkmalliste eingetragen.

## Beschreibung
Die heutige Saalkirche wurde 1870/71 nach einem Entwurf von Georg Friedrich Ziebland erbaut. Einbezogen wurden die nördliche Wand des Langhauses des Vorgängerbaus sowie der hochmittelalterliche Kirchturm des 14. Jahrhunderts mit fünf Geschossen an der Südseite des Langhauses, der 1759 mit einer Zwiebelhaube bedeckt wurde. Sein oberstes Geschoss enthält den Glockenstuhl, das Geschoss darunter die Turmuhr. Der Innenraum des Langhauses ist mit einem Kreuzrippengewölbe überspannt.